# Homeomastax bustum
Homeomastax bustum är en insektsart som beskrevs av David M. Rowell och Bentos-pereira 2001. Homeomastax bustum ingår i släktet Homeomastax och familjen Eumastacidae. Inga underarter finns listade i Catalogue of Life.